# Atlantic City (New Jersey)
Atlantic City ist eine Stadt in den USA im Bundesstaat New Jersey und befindet sich rund 100 Kilometer südöstlich von Philadelphia und 200 Kilometer südlich von New York. Die Stadt ist bekannt für ihre Casinos und hat 38.497 Einwohner (2020).

## Geschichte

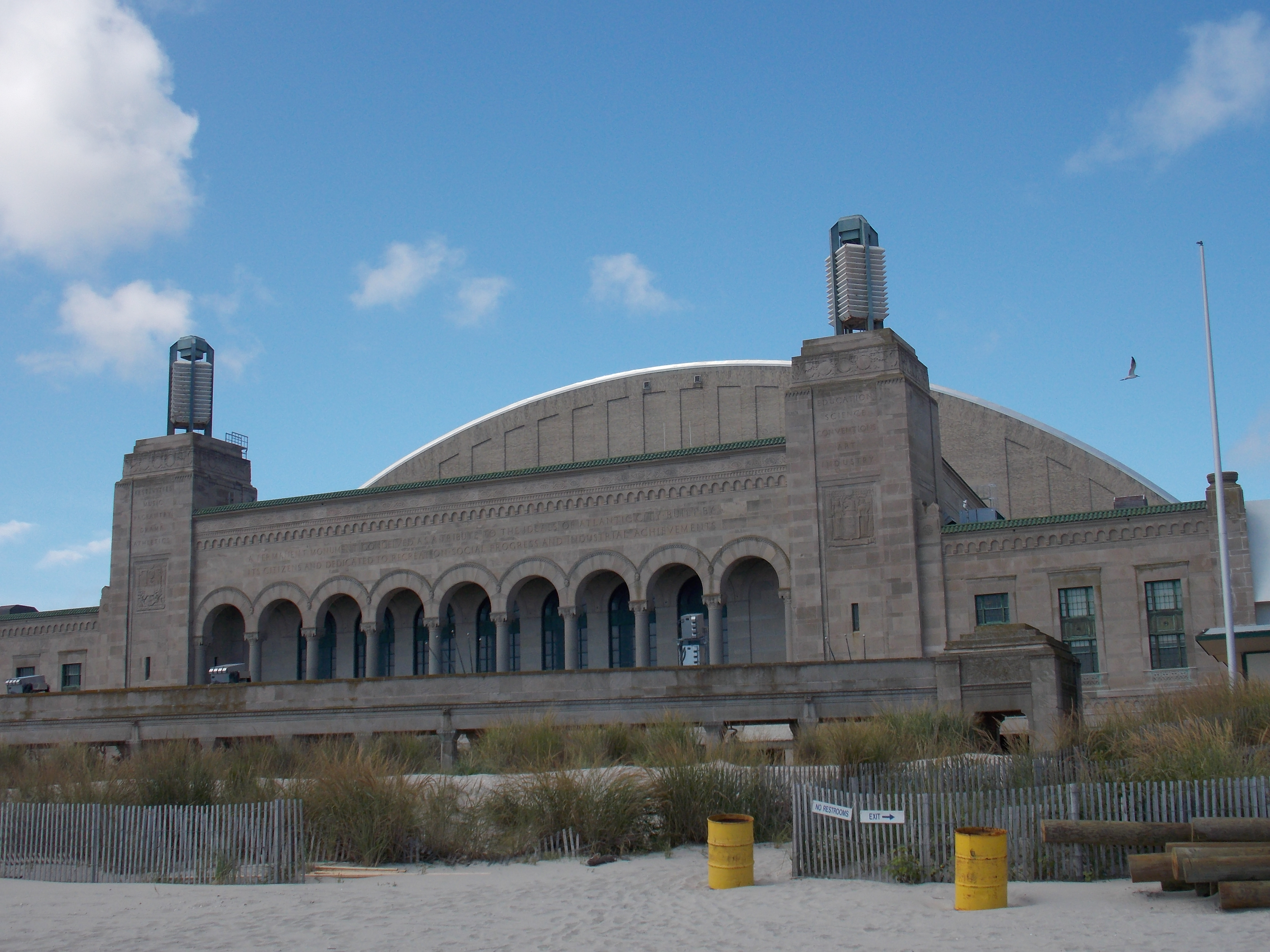
Atlantic City Convention Hall (2014)

Atlantic City wurde am 1. Mai 1854 aus Teilen der Egg Harbor Township und Galloway Township gegründet. Es grenzt an Absecon, Brigantine, Pleasantville, Ventnor City, Egg Harbor Township und den Atlantik.
Aufgrund seiner Lage in South Jersey, am Atlantik zwischen Marschland und Inseln, wurde Atlantic City von Entwicklern als erstklassige Immobilie und potenzieller Ferienort angesehen. 1853 wurde das erste kommerzielle Hotel, das Belloe House, an der Kreuzung von Massachusetts und Atlantic Avenue gebaut. Die Stadt wurde 1854 eingemeindet, im selben Jahr, in dem der Zugverkehr zwischen Camden und Atlantic Railroad begann. Erbaut am Rande der Bucht, diente dies als direkte Verbindung dieses abgelegenen Grundstücks mit Philadelphia, Pennsylvania. Im selben Jahr wurde der Bau des Absecon-Leuchtturms genehmigt, der von George Meade vom Corps of Topographical Engineers entworfen wurde. Die Arbeiten begannen im nächsten Jahr.
Bis 1874 kamen fast 500.000 Passagiere pro Jahr mit der Bahn nach Atlantic City. In Boardwalk Empire: The Birth, High Times, and Corruption of Atlantic City beschreibt „Atlantic Citys Pate“ Nelson Johnson die Inspiration von Jonathan Pitney (dem „Vater von Atlantic City“), Atlantic City zum Kurort zu entwickeln, seine Bemühungen, die städtischen Behörden davon zu überzeugen, dass eine Eisenbahn zum Strand von Vorteil sei, seine erfolgreiche Allianz mit Samuel Richards (Unternehmer und Mitglied der einflussreichsten Familie im Süden von New Jersey zu dieser Zeit), um dieses Ziel zu erreichen, den tatsächlichen Bau der Eisenbahn und die Erfahrung der ersten 600 Fahrgäste, die „von Samuel Richards und Jonathan Pitney sorgfältig ausgewählt wurden“.
Ein Ort in Atlantic City hat den Status einer National Historic Landmark, die Atlantic City Convention Hall. Zwölf Bauwerke und Stätten der Stadt sind im National Register of Historic Places (NRHP) eingetragen (Stand 27. September 2018).

## Lage und Daten
Die Stadt Atlantic City hat rund 40.000 Einwohner. Zusammen mit weiteren Städten wie beispielsweise Cape May (ca. 4.000 Einwohner) und Ocean City (ca. 15.500 Einwohner) leben in der Region über 350.000 Menschen.

## Kultur
In der „Boardwalk Hall“, die vor der 2001 abgeschlossenen, 90 Mio. US-Dollar teuren Renovierung als „Atlantic City Convention Hall“ bekannt war, befindet sich die größte Orgel der Welt, die Orgel der Atlantic City Convention Hall, die bei Veranstaltungen besichtigt werden kann.
Die US-amerikanische Fernsehserie Boardwalk Empire des Pay-TV-Senders HBO spielt in Atlantic City während der Prohibition in den Vereinigten Staaten. Die Serie wurde von Nelson Johnsons Buch Boardwalk Empire: The Birth, High Times, and Corruption of Atlantic City adaptiert.
Auf seinem 1982 erschienenen Album Nebraska besang Bruce Springsteen die Stadt mit einem gleichnamigen Lied.
Der Spielfilm Atlantic City, USA thematisiert die Wende der Stadt zu einem Mekka für Spieler. Der Spielfilm Die Farbe des Geldes endet mit einem großen Billardturnier in der Stadt. Der Spielfilm American Hustle thematisiert den Versuch, die Stadt Ende der 1970er Jahre durch Kasinos wiederzubeleben.
Die Straßennamen in der US-amerikanischen Version des Brettspiels Monopoly sind aus Atlantic City entliehen; die teuerste Straße ist dabei der Boardwalk.

### Freizeitangebot

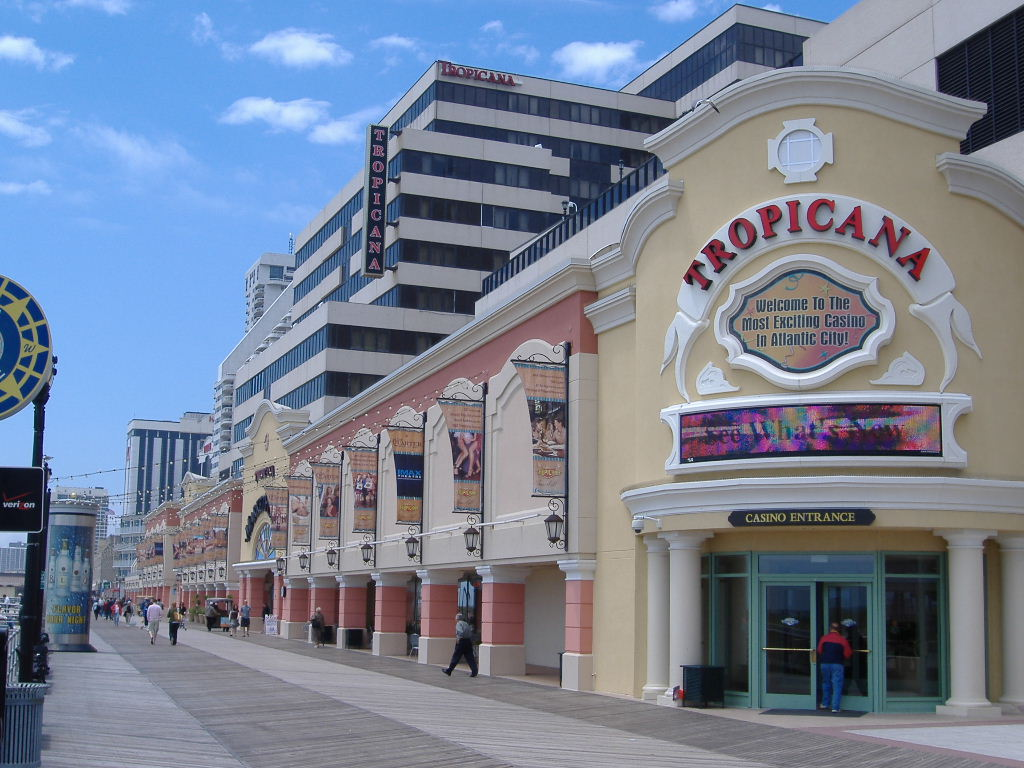
Tropicana Casino

Bekannt ist Atlantic City durch seine Vielzahl von Casinos, Freizeitparks, Museen und sonstigen Freizeitangeboten sowie für seinen Strand und die seit 1921 alljährlich stattfindenden Miss-America-Wahlen, die aber im Jahr 2006 nach Los Angeles verlegt wurden. 1976 wurde das Glücksspiel in Atlantic City legalisiert. Dennoch blieb seine Berühmtheit, zumindest über die Landesgrenzen hinaus, hinter der von Las Vegas zurück. Lokal gesehen ist die Stadt eines der beliebtesten Ziele für Kurzurlauber aus dem Ballungsraum New York.

### Sport
Die Atlantic City Blackjacks spielten in der Saison 2019 Arena Football in der Arena Football League und trugen ihre Heimspiele in der Boardwalk Hall aus.
Eine Fußballmannschaft gibt es mit dem Atlantic City FC, der in der National Premier Soccer League spielt.

## Wirtschaft
Hauptwirtschaftszweig ist der Tourismus. Das Hinterland der Stadt wird landwirtschaftlich genutzt. An vielen Stellen wird Weinbau betrieben. Nach 2006 kam es zu einem starken Umsatzeinbruch im Bereich der Casinos.

## Söhne und Töchter der Stadt
- Jack Abramoff (* 1959), politischer Lobbyist
- Robert Agnew (* 1953), Soziologe und Kriminologe
- James Avery (1945–2013), Schauspieler
- Eddie Collins (1883–1940), Schauspieler
- Robert Ettinger (1918–2011), Mathematiker, Physiker, Hochschullehrer
- Helen Forrest (1917–1999), Sängerin
- Mark S. Geston (* 1946), Science-Fiction-Autor
- Myron Goldfinger (1933–2023), Architekt
- James Hillman (1926–2011), Tiefenpsychologe und Autor
- Mattie Hite (1889–1934), Bluessängerin
- Stafford Hunter (* 1969), Jazzmusiker
- Leavander Johnson (1969–2005), Profiboxer
- Allan Kaprow (1927–2006), Künstler und Kunsttheoretiker der Aktionskunst
- King Kong Bundy (1957–2019), Profiwrestler
- Bob Martin (1948–2023), Jazzmusiker
- Harvey Mason (* 1947), Jazz- und Studiomusiker
- Robert Merrill (1921–1998), Songwriter, Theaterkomponist, Texter und Drehbuchautor
- Sam Most (1930–2013), Jazzmusiker
- Milne Ramsey (1847–1915), Maler
- Lou Roe (* 1972), Basketballspieler
- Cathy Rush (* 1947), Basketballspielerin
- Duncan Schiedt (1921–2014), Jazzfotograf und -autor
- Bruce Seldon (* 1967), Boxer
- Jeremy Slate (1926–2006), Schauspieler
- George Smathers (1913–2007), Politiker und Mitglied im Senat der Vereinigten Staaten
- Valerie Solanas (1936–1988), Schriftstellerin

## Klima
|                       | Jan  | Feb  | Mär  | Apr  | Mai  | Jun  | Jul  | Aug   | Sep  | Okt  | Nov  | Dez  |   |         |
| Mittl. Tagesmax. (°C) | 4,7  | 5,8  | 10,9 | 15,9 | 21,8 | 26,7 | 29,2 | 28,5  | 24,8 | 18,9 | 13,2 | 7,4  | ⌀ | 17,4    |
| Mittl. Tagesmin. (°C) | −5,9 | −4,7 | −0,4 | 4,1  | 9,8  | 14,8 | 18,2 | 17,5  | 13,1 | 6,5  | 2,1  | −3,2 | ⌀ | 6       |
|                       |      |      |      |      |      |      |      |       |      |      |      |      |   |         |
| Niederschlag (mm)     | 87,9 | 77,7 | 91,9 | 90,4 | 84,6 | 67,1 | 97,3 | 105,2 | 74,4 | 71,6 | 90,9 | 84,3 | Σ | 1.023,3 |
|                       |      |      |      |      |      |      |      |       |      |      |      |      |   |         |
| Regentage (d)         | 8,7  | 8,1  | 8,2  | 8,7  | 8,1  | 7,0  | 6,8  | 7,4   | 6,3  | 6,0  | 7,5  | 8,1  | Σ | 90,9    |

| −5,9 |

| −4,7 |

| −0,4 |

| 4,1 |

| 9,8 |

| 14,8 |

| 18,2 |

| 17,5 |

| 13,1 |

| 6,5 |

| 2,1 |

| −3,2 |

| −5,9 |

| −4,7 |

| −0,4 |

| 4,1 |

| 9,8 |

| 14,8 |

| 18,2 |

| 17,5 |

| 13,1 |

| 6,5 |

| 2,1 |

| −3,2 |